# SN 2009nh
SN 2009nh – supernowa typu Ic odkryta 26 listopada 2009 roku w galaktyce A091059+1536. W momencie odkrycia miała maksymalną jasność 19,30m.